# Cybaeopsis pantopla
Espèce
Synonymes
- Callioplus pantoplus Bishop & Crosby, 1935

Cybaeopsis pantopla est une espèce d'araignées aranéomorphes de la famille des Amaurobiidae.

## Distribution
Cette espèce est endémique des États-Unis. Elle se rencontre en Géorgie, en Caroline du Nord, au Tennessee et au Kentucky.

## Description
Le mâle holotype mesure 4 mm et la femelle paratype 3,5 mm.

## Publication originale
- Bishop & Crosby, 1935 : A new genus and two new species of Dictynidae (Araneae). Proceedings of the Biological Society of Washington, vol. 48, p. 45-48 (texte intégral).